# Euthycera chaerophylli
Euthycera chaerophylli – gatunek muchówki z rodziny smętkowatych.
Gatunek ten opisany został w 1798 roku przez Johana Christiana Fabriciusa jako Musca chaerophylli.
Muchówka o ciele długości od 5,4 do 8,8 mm. Głowę jej charakteryzują: żółtawe czoło z ciemnobrązowym przodem pręgi czołowej, ciemnobrązowe płytki orbitalne i para ciemnych kropek między nasadami czułków a krawędziami oczu złożonych. Czułki wyróżniają się od pokrewnej E.  fumigata głównie czarnym owłosieniem aristy o długości włosków równej szerokości trzeciego członu. Cztery brązowe, wąskie, niekompletne, podłużne pasy zdobią śródplecze, a brązowa nieregularne znaki tarczkę i boki tułowia. Brązowo siateczkowane skrzydła mają od 5,4 do 7,2 mm długości. Odnóża są w całości żółtawe. Samiec ma niewykrojony piąty sternit odwłoka.
Owady dorosłe spotyka się w Szwecji od czerwca do sierpnia. Zasiedlają podmokłe lasy i otwarte bagniska. Larwy prawdopodobnie są pasożytami ślimaków. Poczwarki znajdywano w ściółce na brzegu strumienia.
Owad palearktyczny, znany z prawie całej Europy, w tym z Polski. Na wschód sięga do Karelii, okolic Charkowa na Ukrainie i Turcji. 